# Avesztai nyelv
Az avesztai vagy aveszta nyelv (korábban: zend) az indoeurópai nyelvcsalád indoiráni ágán az óiráni nyelvek csoportjában a zoroasztriánus szentírás nyelvhasználatából ismeretes, azaz az Avesztából, amelyből a neve is származik. Kelet-iráni nyelvként a legkorábbi iráni nyelvek közé tartozik, amely a délnyugati óperzsával együtt alakult ki. Nyelvészeti tanulmányok alapján kb. Kr. e. 1200 és Kr. e. 600 között használták. Kb. Kr. e. 400 követően az Avesztát csak szóban adták át, a zoroasztriánus papok kultikus nyelve volt, amíg le nem írták a teljes szentírást.
Kétféle dialektust különböztethetünk meg: 
- "gátha dialektus", a szöveg legrégebbi részeinek nyelve
- "újabb aveszta" vagy "klasszikus" dialektus, ezen a nyelven olvasható az Aveszta legnagyobb része.

A "gátha dialektus", Zarathtusztrának és követőinek nyelve, nyelvtani szerkezetében tisztán megmaradt. Az "újabb aveszta" nyelvváltozat, főleg kései összeállításában nyelvi hanyatlást mutat, ami sok helyütt a ragozási sorok zavarosságában mutatkozik meg. A nyelvi pontatlanságok valószínűleg a másolási folyamat alatt keletkeztek.
Az aveszta nyelv ősi voltát a védikus szankszkrithez hasonlíthatjuk. Szoros kapcsolatot mutat a szanszkrittel, bár egyénileg igen különbözik is tőle. Mindkét nyelv az indoiráni nyelvcsalád tagja.

## Írásrendszer

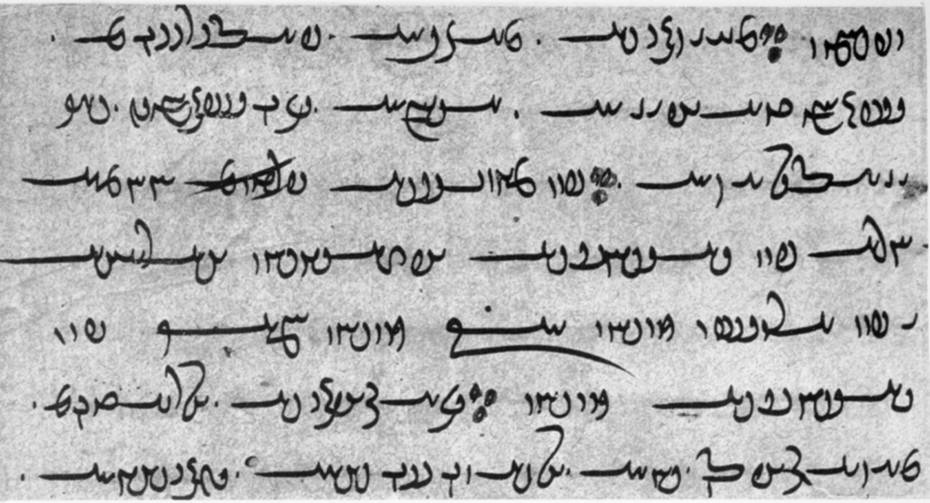

A nyelv írásrendszere jóval későbbi, mint maga a nyelv. A betűk a szászánida uralkodók korában használt pahlaviból származnak, amikor is a szövegeket lejegyezték és kiadták. Az írást jobbról balra olvassuk.

### Fonológia
magánhangzók:
a ā ə ə̄ e ē o ō å ą i ī u ū
mássalhangzók:
k g γ x xʷ č ǰ t d δ ϑ t̰ p b β f
ŋ ŋʷ ṇ ń n m y w r s z š ṣ̌ ž h

### Fordítás
- Ez a szócikk részben vagy egészben  az   Avestische_Sprache című német Wikipédia-szócikk ezen változatának fordításán alapul.  Az eredeti cikk szerkesztőit annak laptörténete sorolja fel. Ez a jelzés csupán a megfogalmazás eredetét és a szerzői jogokat jelzi, nem szolgál a cikkben szereplő információk forrásmegjelöléseként.